# Partit Comunista de Bohèmia i Moràvia
El Partit Comunista de Bohèmia i Moràvia (txec Komunistická Strana Čech a Moravy, KSČM) és un partit polític comunista de la República Txeca. A nivell europeu, forma part dels No Inscrits.
A diferència d'altres partits comunistes europeus el seu símbol és la cirera, car els successius governs han prohibit qualsevol simbologia de l'època comunista (el falç i el martell, l'estrella vermella; per exemple Heineken no pot comercialitzar els seus productes amb l'estrella vermella). El logotip prové de la cançó Le Temps des cerises, una cançó revolucionària associada a la Comuna de París. També s'han negat a canviar de nom, a diferència dels partits comunistes de països veïns.
Durant les primeres dècades posteriors a la Revolució de vellut, el partit va mantenir representació a les institucions txeques, erigint-se com una de les organitzacions comunistes europees amb major implantació i militància, però va anar perdent suport progressivament fins a la sortida del Parlament i una reducció considerable tant a nivell regional (de 182 diputats en el seu màxim de 2012, als 13 de 2020) com local (de 5.837 regidors del màxim de 1994 als 466 de 2022).

## Història
El partit fou creat el 1989, després d'un congrés extraordinari del Partit Comunista de Txecoslovàquia que va decidir fundar un partit específic per als territoris de Bohemía i Moravia, regions que es convertirien en la República Txeca. En 1990, el Partit Comunista de Txecoslovàquia es va tornar una federació de dos partits creats després de la seva separació: el KSČM i el Partit Comunista d'Eslovàquia. Aquesta federació es trenca en 1992.
Després del II Congrés, fruit dels canvis ideològics cap a un socialisme democràtic, diversos grups se separen del KSČM, els quals formarien més endavant el Partit del Socialisme Democràtic, actual l'Esquerra. En 1993, després de forts debats interns, és expulsada la plataforma "Pel Socialisme", els quals formarien el Partit dels Comunistes de Txecoslovàquia, actualment aquesta petita formació va reprendre el nom del Partit Comunista de Txecoslovàquia liderat per Miroslav Štěpán.
Al maig de 2004, és adoptat pel VI Congrés el nou programa del KSČM, titulat Esperança per a la República Txeca (Naděje pro Českou Republiku).
El 12 d'octubre de 2006 l'organització juvenil del partit, la Unió Comunista de la Joventut (Komunistický svaz mládeže, KSM) liderat per Milan Krajča va ser il·legalitzada pel ministeri de l'Interior de la República Txeca. Poc temps després es va tractar també d'il·legalitzar el KSČM, però al final la proposta en el senat txec no va prosperar. Els dies 17 i 18 de maig del 2008 es va portar a terme el VII Congrés del KSČM a Hradec Králové.
Després de les eleccions regionals de 2012, va començar a participar en coalicions amb el Partit Socialdemòcrata, formant part de la coalició governant en 10 de les 13 regions. De 2018 a 2021, el KSČM va oferir suport parlamentari al segon gabinet d'Andrej Babiš.
Després del mal rendiment del partit a les eleccions legislatives del 2021, en què el KSČM no va assolir el llindar de vot del 5% i va ser exclòs de la representació al parlament per primera vegada en la seva història, Filip va dimitir com a líder del partit. El 23 d'octubre, la diputada al Parlament Europeu Kateřina Konečná va ser escollida nova líder.
A inicis del 2024 van presentar la coalició transversal PROU!, amb l'objectiu de presentar-se a les eleccions europees de juny i evitar un altre desastre com a les legislatives de 2021. A més del KSČM, hi formen part el partit històric Partit Nacional Social Txec i els Demòcrates Units (SD-SN). Finalment, van aconseguir mantenir la representació amb un eurodiputat, de dos obtinguts per l'aliança, amb 283,935 vots i prop del 7%, millorant les dades de les anteriors eleccions europees. Posteriorment, la coalició va decidir rebutjar entrar al grup de l'Esquerra i passar als No Inscrits, assenyalant que la seva intenció inicial era formar part d'un nou grup liderat per Sahra Wagenknecht, però que al no ser possible i no estar d'acord amb certs criteris polítics de GUE-NGL, com el suport al Pacte Verd Europeu, la migració, la manca d'èmfasi en la política de pau, així com l'enduriment en la lleialtat de vot en el propi grup, apostaven per passar al mixt.
A les eleccions regionals de setembre de 2024 el partit mantindria l'aposta de la coalició PROU!, en diverses fórmules dependent la regió. Tanmateix, el KSČM aconseguiria recuperar 19 escons.

## Resultats Electorals

### Eleccions legislatives
| Cambra dels Diputats |                     |         |      |          |     |      |                    |
| Any                  | Lider               | Vots    | %    | Escons   | ±   | Lloc | Govern             |
| 1990                 | Jiří Machalík       | 954,690 | 13.2 | 33 / 200 | Nou | 2n   | Oposició           |
| 1992                 | Jiří Svoboda        | 909,490 | 14.0 | 35 / 200 | 2   | 2n   | Oposició           |
| 1996                 | Miroslav Grebeníček | 626,136 | 10.3 | 22 / 200 | 13  | 3r   | Oposició           |
| 1998                 | Miroslav Grebeníček | 658,550 | 11.0 | 24 / 200 | 2   | 3r   | Oposició           |
| 2002                 | Miroslav Grebeníček | 882,653 | 18.5 | 41 / 200 | 17  | 3r   | Oposició           |
| 2006                 | Vojtěch Filip       | 685,328 | 12.8 | 26 / 200 | 15  | 3r   | Oposició           |
| 2010                 | Vojtěch Filip       | 589,765 | 11.3 | 26 / 200 | =   | 4t   | Oposició           |
| 2013                 | Vojtěch Filip       | 741,044 | 14.9 | 33 / 200 | 7   | 3r   | Oposició           |
| 2017                 | Vojtěch Filip       | 393,100 | 7.8  | 15 / 200 | 18  | 5è   | Suport             |
| 2021                 | Vojtěch Filip       | 193,817 | 3.6  | 0 / 200  | 15  | 7è   | Extra-parlamentari |

Notes
1. ↑   En 1992, el KSČM participa en el Bloc d'Esquerres, aliança electoral progressista.[11]

### Eleccions europees
| Parlament Europeu |                        |                        |        |     |         |
| Any               | Vots                   | %                      | Escons | ±   | Grup    |
| 2004              | 472,862                | 20.3                   | 6 / 24 | Nou | GUE-NGL |
| 2009              | 334,577                | 14.2                   | 4 / 22 | 2   | GUE-NGL |
| 2014              | 166,478                | 11.0                   | 3 / 21 | 1   | GUE-NGL |
| 2019              | 164,624                | 6.9                    | 1 / 21 | 2   | GUE-NGL |
| 2024              | Dins la coalició PROU! | Dins la coalició PROU! | 1 / 21 | =   | NI      |

### Consells regionals
| Any  | Vots    | %    | Escons    | ±   | Lloc |
| ---- | ------- | ---- | --------- | --- | ---- |
| 2000 | 496,688 | 21.1 | 161 / 675 | Nou | 3r   |
| 2004 | 416,807 | 19.7 | 157 / 675 | 4   | 2n   |
| 2008 | 438,024 | 15.0 | 114 / 675 | 43  | 3r   |
| 2012 | 538,953 | 20.4 | 182 / 675 | 68  | 2n   |
| 2016 | 267,047 | 10.6 | 86 / 675  | 96  | 3r   |
| 2020 | 131,770 | 4.8  | 13 / 675  | 73  | 9è   |
| 2024 | 147,594 | 6.20 | 32 / 685  | 19  | 5è   |

### Consells locals
| Any  | Vots       | %          | Escons         |
| ---- | ---------- | ---------- | -------------- |
| 1994 | 17,413,545 | 13.6       | 5.837 / 62.160 |
| 1998 | 10,703,975 | 13.7       | 5.748 / 62.920 |
| 2002 | 11 696 976 | 14.5       | 5.702 / 62.494 |
| 2006 | 11,730,243 | 10.8       | 4.268 / 62.426 |
| 2010 | 8,628,685  | 9.6        | 3.189 / 62.178 |
| 2014 | 7,730,503  | 7.8        | 2.510 / 62.300 |
| 2018 | 5,416,907  | 4.9        | 1.426 / 62.300 |
| 2022 |            | Disminució | 466 / 62.300   |